# 브라이언 위머
브라이언 위머(Brian Wimmer, 1959년 10월 1일 ~ )는 미국의 배우이다.

## 출연 작품
- 셰이즈 오브 트리즌 (2013년) - 프랭크 린드 역
- 저스틴 타임 (2010년) - 헤스 역
- 6 건스 (2010년)
- 하우스 오브 피어스 (2007년)
- 내셔널트레져: 보물의비밀 (2006, Outlaw Trail: The Treasure of Butch Cassidy)
- 잭스 로 (2006년)
- 더 가든 (2006년)
- 세이버투스의 습격 (2005년)
- 아빠의 로맨스 (2005년)
- 레슬링 소년 제이스 (2004, Going to the Mat) - 톰 역
- 하트 오브 더 스톰 (2004년) - 웨인 브로드벡 역
- 리턴 투 아나콘다 (2001년)
- 퍼니셔 (1999년)
- 매드닝 (1995년)
- 탱크 걸 (1995년)
- 플라운딩 (1994년)
- 립스틱 카메라 (1994년)
- 키스 오브 킬러 (1993년)
- 블루 프레임 (1993년)
- 믿을 수 없는 밤 (1992년)
- 마지막 만찬 (1991년)
- 사랑의 선택 (1990년)
- 위험한 추격 (1990년)
- 회색 도시 (1987년)
- 나이트메어 2 - 프레디의 복수 (1985년)

### 텔레비전
- 우리 생애 나날들 (1987)